# Dinggedicht
Das Dinggedicht ist ein Gedichttypus, der seit der zweiten Hälfte des 19. Jahrhunderts deutlich ausgeprägt ist. Sujets eines Dinggedichtes sind lebendige und leblose Objekte, Kunstgegenstände, Situationen oder Vorgänge. Diese Dinge werden distanziert und objektiviert erfasst, also ohne eine explizite subjektive Deutung. Das lyrische Ich tritt in einem Dinggedicht meist in den Hintergrund, wobei das Gedicht den Anspruch hat, das Innere und das Wesen des Gegenstandes so auszudrücken, als spräche das Ding über sich selbst. Der Terminus „Dinggedicht“ wurde 1926 von dem Germanisten Kurt Oppert geprägt.

## Definition
Ein Dinggedicht hat nicht nur – durch eine rein objektive und selbstgenügsame Darstellung der gegenständlichen Welt – den Anspruch, die Dinge zu kopieren oder widerzuspiegeln, vielmehr sollen besondere Wahrnehmungsleistungen durch sprachliche Mittel ausgedrückt werden. Das Prinzip der Dingdichtung Rilkes ist gewissermaßen auch die Verwandlung des Außen in ein Innen. Auch in der Begegnung mit den Dingen gemachte innere Erfahrungen fließen in ein Dinggedicht mit ein. Dadurch tritt eine Spannung zwischen Objekt- und Subjektbezug, zwischen imaginativer Sicht und Gegenstandstreue und zwischen symbolischer und realistischer Darstellung auf. Zum einen ist also das Sujet des Dinggedichtes ein Ding und zum anderen verweist auch die äußere Form eines Dinggedichtes auf dessen Sujet.
Der Terminus „Dinggedicht“ stammt von Kurt Opperts Studie Das Dinggedicht (1926). Andere Bezeichnungen, wie etwa „Kunstgedicht“ von Clemens Heselhaus konnten sich nicht durchsetzen. „Object poem“ ist die englische Entsprechung, die 1985 von Sandbank gefunden wurde.
Jedoch betont Käte Hamburger in ihrer Einführung über Rilke, dass der Begriff des Dinggedichtes nicht sehr bestimmt sei und deshalb Dinggedichte oftmals nicht als solche zu erkennen sind.

## Geschichte
Rainer Maria Rilke gilt als Schöpfer des Dinggedichtes der Moderne um 1900. Bereits die Dichter des Parnasse, eine französische Dichtergruppe in der zweiten Hälfte des 19. Jahrhunderts, ca. 60 Jahre vor Rilke (um 1840) schufen in Frankreich eine objektorientierte, deskriptive Lyrik. Diese Dichtergruppe beeinflusste auch den Symbolismus, mit welchem das moderne Dinggedicht in Zusammenhang steht. Im Symbolismus tendiert das Bild dazu, sich zu verselbstständigen und zu einem Symbol oder Ding zu werden. Im ersten Jahrzehnt des 20. Jh. kam eine ähnliche Bewegung in Amerika auf, nämlich der Imagismus, in welchem die Tendenz dazu bestand, das „Ding“ als „Ding“ zu betrachten, d. h. ein Bild zu isolieren und sein Wesen zu enthüllen.
Rilke seinerseits vollzieht den entscheidenden Schritt vom Symbol zum poetischen Ding in den Neuen Gedichten (1907/08). Seine Gedichte lassen keine von den Dingen ablösbare symbolische Deutung zu.
Einen wichtigen Einfluss auf Rilkes Dingdichtung hatte der Bildhauer Auguste Rodin.
Weitere wichtige Vertreter der Dingdichtung sind beispielsweise Eduard Mörike oder Conrad Ferdinand Meyer.

## Beispiele
Bekannte Beispiele sind:
- Eduard Mörike: Auf eine Lampe
- Conrad Ferdinand Meyer: Der römische Brunnen
- Conrad Ferdinand Meyer: Zwei Segel
- Rainer Maria Rilke: Archaïscher Torso Apollos
- Rainer Maria Rilke: Das Karussell
- Rainer Maria Rilke: Der Panther
- Rainer Maria Rilke: Blaue Hortensie